# جان مارشال جونز
جان مارشال جونز (به انگلیسی: John Marshall Jones) (زاده ۱۷ اوت ۱۹۶۲) بازیگر آمریکایی است.
از فیلم‌های معروف او می‌توان به بازی در فیلم او خیلی دوست داشتنیه و گروهبان بیلکو اشاره کرد.